# رودلف بونيت
رودلف بونيت (بالهولندية: Rudolf Bonnet)‏ هو رسام هولندي، ولد في 30 مارس 1895 في أمستردام في هولندا، وتوفي في 18 أبريل 1978 في لارين في هولندا.

## معرض صور

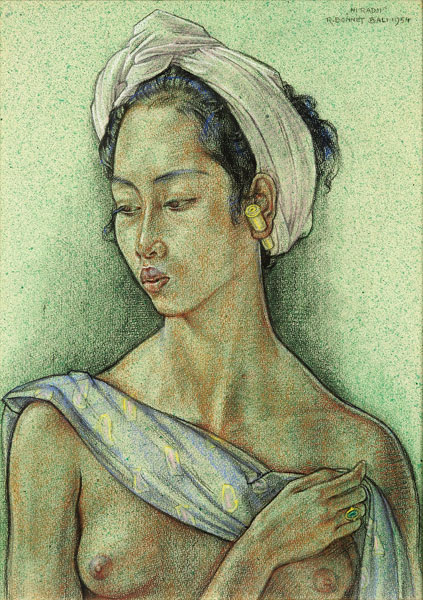
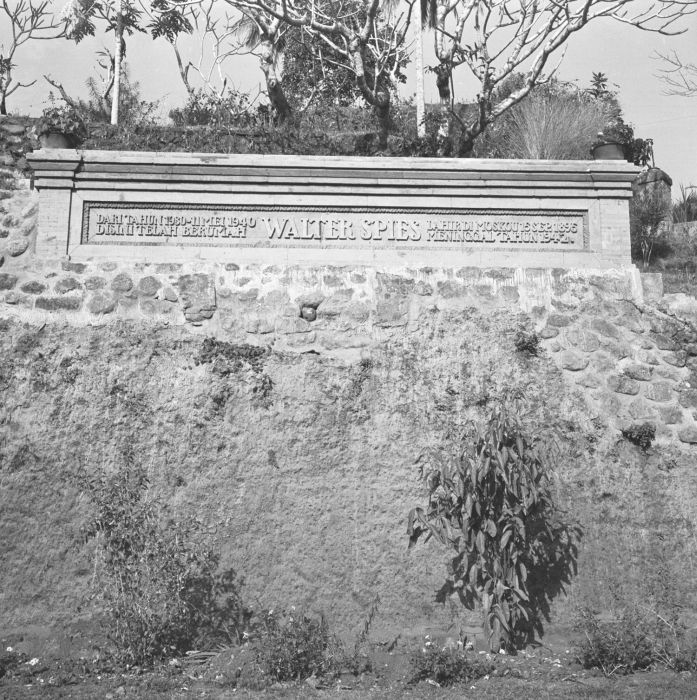
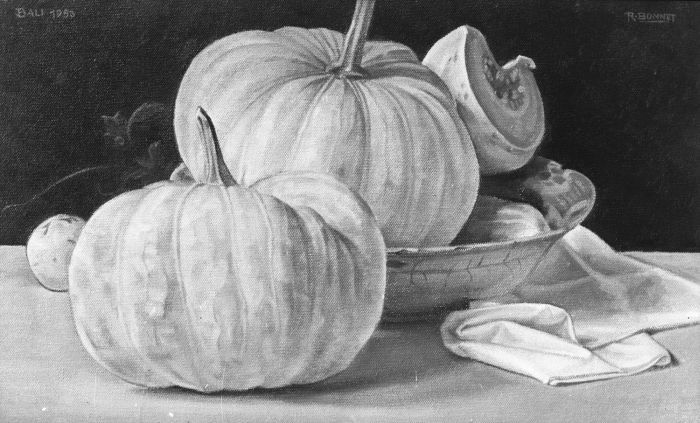
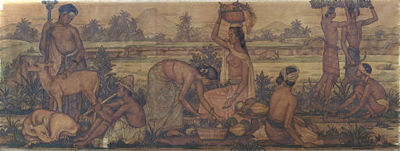